# Cohasset (Massachusetts)
Cohasset es un pueblo ubicado en el condado de Norfolk en el estado estadounidense de Massachusetts. En el Censo de 2010 tenía una población de 7.542 habitantes y una densidad poblacional de 92,64 personas por km².

## Geografía
Cohasset se encuentra ubicado en las coordenadas 42°15′45″N 70°47′56″O / 42.26250, -70.79889. Según la Oficina del Censo de los Estados Unidos, Cohasset tiene una superficie total de 81.42 km², de la cual 25.35 km² corresponden a tierra firme y (68.86%) 56.06 km² es agua.

## Demografía
Según el censo de 2010, había 7.542 personas residiendo en Cohasset. La densidad de población era de 92,64 hab./km². De los 7.542 habitantes, Cohasset estaba compuesto por el 97.28% blancos, el 0.28% eran afroamericanos, el 0.15% eran amerindios, el 0.99% eran asiáticos, el 0.01% eran isleños del Pacífico, el 0.17% eran de otras razas y el 1.11% pertenecían a dos o más razas. Del total de la población el 1.27% eran hispanos o latinos de cualquier raza.